# Parc sportif de Turku
Le parc sportif de Turku (finnois : Turun Urheilupuisto) est un parc sportif du Quartier III de Turku en Finlande.

## Présentation
Le parc sportif de Turku est une zone de sports et de loisirs située dans le centre de Turku, sur la rive orientale du fleuve Aurajoki. 
Le grand parc contient de nombreuses installations sportives, dont certaines sont ouvertes toute l'année. 
Les installations les plus importantes du parc sont le stade Paavo-Nurmi et le terrain supérieur (fi), qui sert à la fois de terrain de football et de terrain de football américain. 
Le parc compte aussi un parcours de frisbee, d'équipements d'exercice en plein air et de 5 terrains de tennis, de 2 terrains basket-ball et de 5 terrains de beach volley .

## Galerie

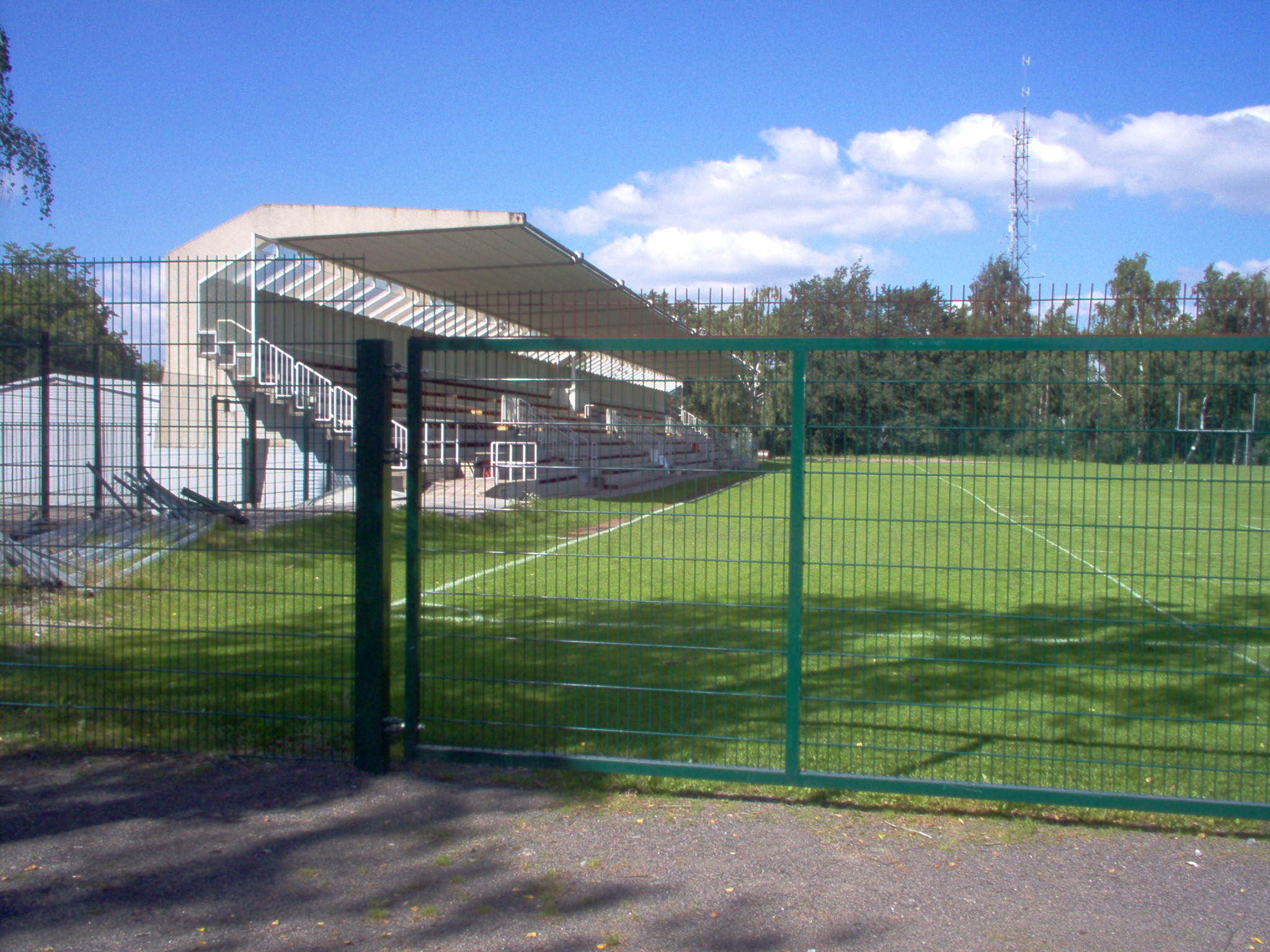
Terrain supérieur.
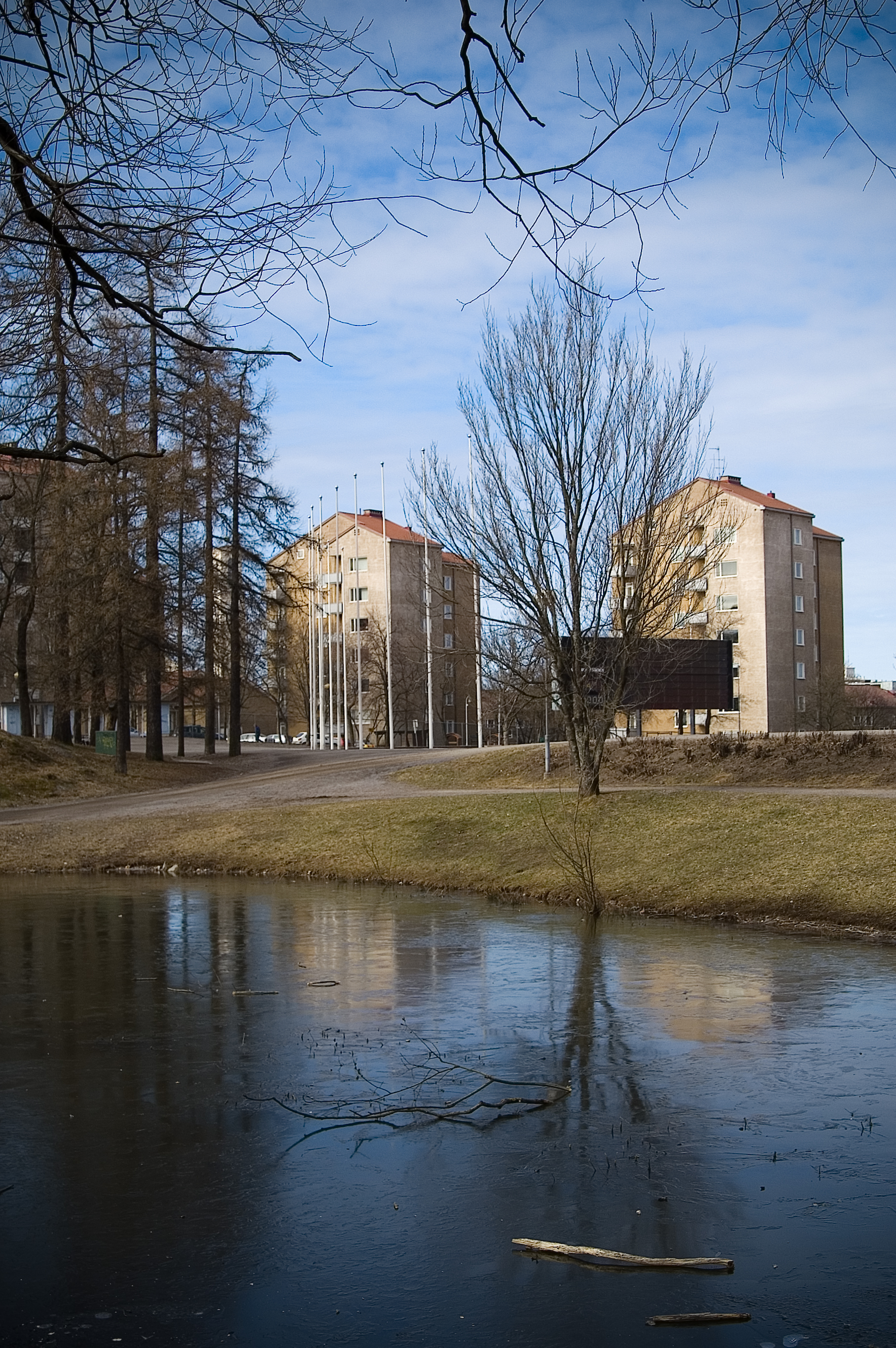
Le parc sportif et les immeubles Betania.
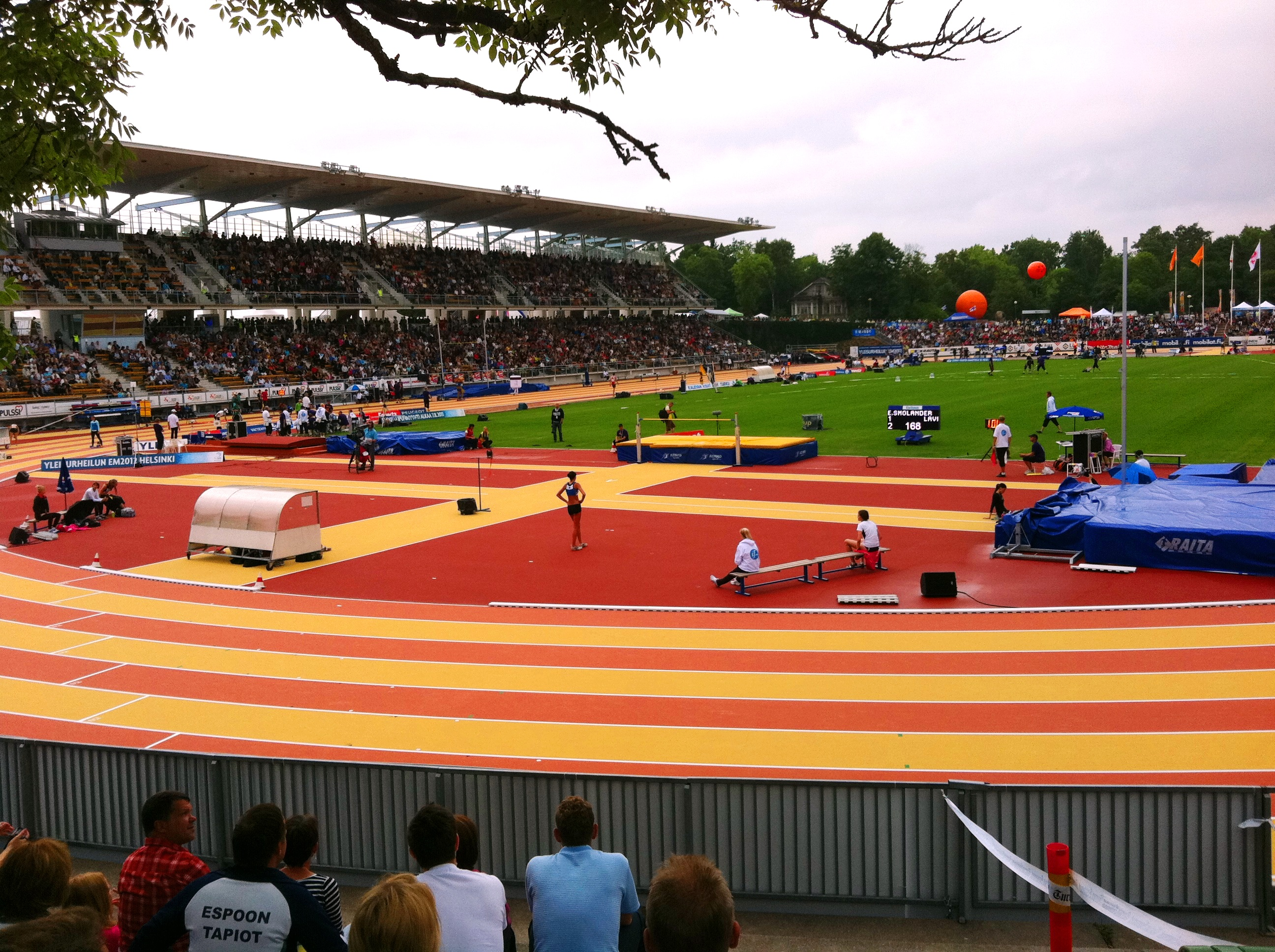
Kalevan Kisat 2011.
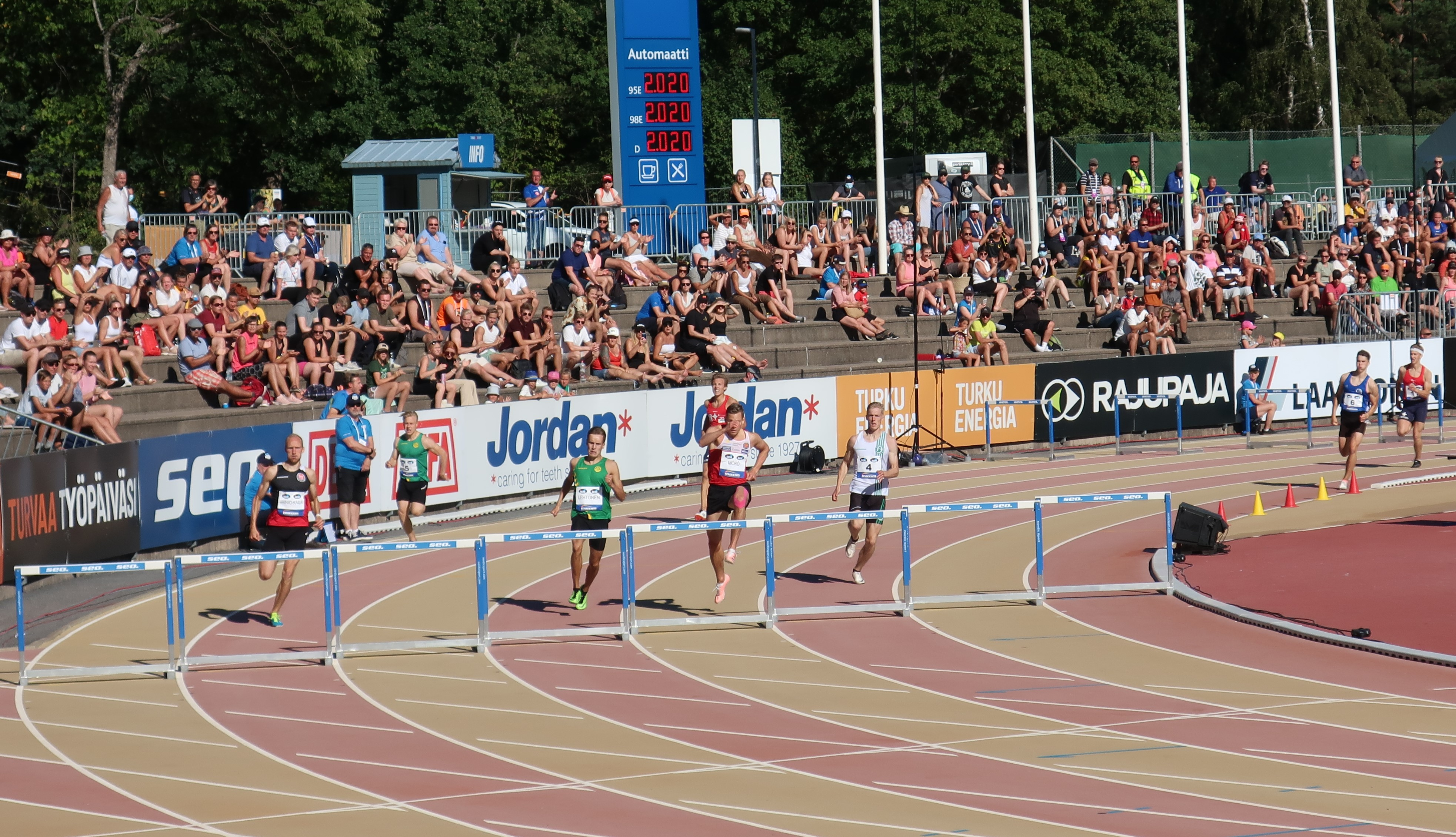
Kalevan Kisat 2020.